# Ströbo hög

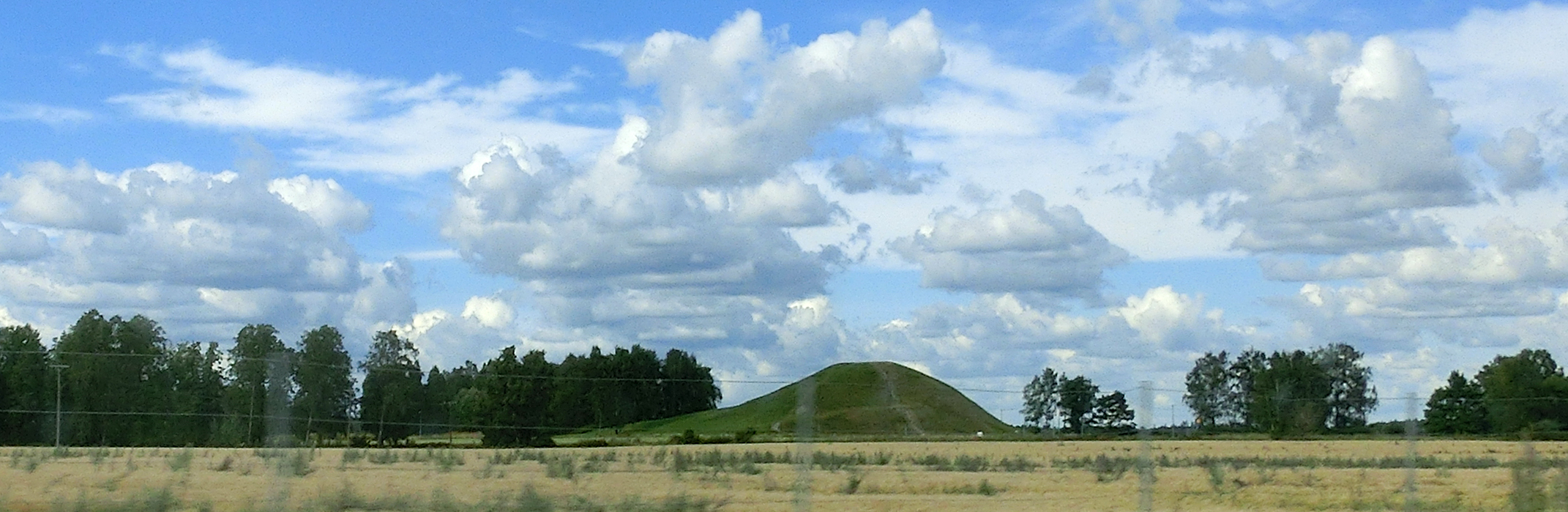
Ströbo hög

Der Ströbo hög (RAÄ-nummer Köping 56:1) ist ein Grabhügel, nordwestlich von Köping. Er liegt an der Straße 250 in Richtung Kolsva in Västmanland in Schweden, neben dem Krongut Strö. Bevor die Autobahn E 18 dort lag, verliefen hier die mittelalterliche Eriksgata und der Transportweg nach Bergslagen.

## Geografie
Der etwa 10,5 Meter hohe Hügel hat etwa 40,0 m Durchmesser. Großhügel mit einem Durchmesser von mehr als 30 Metern heißen in Schweden oft Kungshögen (deutsch „Königshügel“ – Sättuna Kungshög; Kungshögen Högsäter und Nysäter; Kungshögen Höllviken und Kungshögarna von Malmö-Oxie). Sie sind vorzugsweise um den Mälaren anzutreffen, einige finden sich auch in anderen Landschaften. Die Großhügel stammen oft aus der jüngeren Eisenzeit. Einige der größten sind: Anundshög im Västmanland, Grönehög in Bohuslän, Högom in Medelpad, Inglinge hög in Småland, Ledbergs kulle in Östergötland, Ottarshögen in Uppland, Skalunda hög in Västergötland und die drei Hügel in Alt-Uppsala in Uppland.

## Geschichte
Während des 19. Jahrhunderts wurden viele umliegende Hügel abgetragen, aber der Ströbo hög durch den Wissenschaftler Richard Dybeck (1811–1877) gerettet. 150 Jahre lang wurden Valborgsmässoeldar (Maifeuer) auf der Höhe abgebrannt. Der Ströbo hög liegt in einem größeren archäologischen Gebiet entlang des Köpingsåsen mit mehreren kleineren Grabhügeln und Gräberfeldern. Südlich des Hügels lag ein Gräberfeld, das in den 1930er Jahren untersucht wurde. Unter den Funden waren ein Bronzekübel, Feuerstein, Glasperlen und Fragmente aus der jüngeren Eisenzeit (500–600 n. Chr.), während der der Hügel aufgeworfen wurde.

## Legenden
Nach einer Überlieferung von 1667 gibt es im Hügel eine Hütte aus Eichenholz, die von einem Drachen bewacht wird, und manchmal brennt Licht. Eine andere erzählt von einem Riesen, der von Dalarna zum Mälaren ging und einen Sack mit Kies und Steinen trug. Da ein Loch im Sack war, ging viel davon verloren. Bei Ströbo gab der Riese auf und so entstand der Hügel.